# Stictopisthus plusiaephilus
Stictopisthus plusiaephilus är en stekelart som först beskrevs av Henry Lorenz Viereck 1913.  Stictopisthus plusiaephilus ingår i släktet Stictopisthus och familjen brokparasitsteklar. Inga underarter finns listade i Catalogue of Life.